# Saint Luc dessinant la Vierge
Saint Luc dessinant la Vierge est une huile sur panneau du peintre flamand Rogier van der Weyden. Le panneau représente Luc l'Évangéliste, saint patron des artistes, dessinant la Vierge Marie tenant dans ses bras l'Enfant Jésus. Van der Weyden réalise cette peinture entre 1435 et 1440, commandée en 1435 par la Guilde de Saint-Luc pour la cathédrale Sainte-Gudule de Bruxelles. Le panneau est probablement l'une des premières œuvres de Van der Weyden après sa nomination comme peintre officiel de la ville de Bruxelles, à la fin de son apprentissage dans l'atelier de Robert Campin. Le musée des beaux-arts de Boston, où il est exposé, décrit ce tableau comme « parmi les tableaux d'Europe du Nord les plus importants [exposés] aux États-Unis. »

## Composition
Van der Weyden a recours de manière intensive à l'iconographie religieuse. Une sculpture de la Chute de l'Homme est peinte sur l'accoudoir du siège de la Vierge ; Adam et Ève symbolisent le rôle de la Vierge et de Jésus dans la rédemption de l'Humanité. Bien qu'elle soit assise sous un baldaquin damassé, Marie ne siège pas sur le trône mais sur les marches qui y conduisent, montrant ainsi son humilité. Le bœuf à genoux, représenté à droite dans l'antichambre, est le symbole de saint Luc, et le livre ouvert représente son Évangile. À l'arrière, la loggia donne accès à un jardin clos, hortus conclusus, un symbole de la chasteté de la Vierge. L'artiste représente une Vierge à l'Enfant humanisée, comme le suggère l'environnement contemporain réaliste qui l'entoure, l'absence d'auréole et la construction spéciale intime.
Ce tableau suit l'exemple de La Vierge du chancelier Rolin (v. 1435) de Jan van Eyck. L'approche adoptée par Van der Weyden est plus chaude, et met l'accent sur la profession d'artiste représentant saint Luc dessinant la Vierge Marie à la pointe d'argent — une technique exigeante requérant talent et confiance chez l'artiste. Saint Luc dessinant la Vierge est parmi les premiers exemples de peinture connus sur ce thème pendant la Renaissance avec un travail similaire (un panneau triptyque) par Robert Campin. On pense que Van der Weyden a inclus son autoportrait dans la représentation de saint Luc — un dispositif souvent utilisé par les artistes pour affirmer leur vocation et en retour, leur affinité avec le saint patron des arts. Comme dans la Vierge de Van Eyck, on peut apercevoir deux personnages prenant appui sur un pont et regardant dans le lointain. Ils ne représentent pas forcément des personnes ayant existé mais ont parfois été décrit comme Joachim et Anne, les parents de la Vierge. Les personnages à l'extérieur ne peuvent pas voir la scène d'intérieur représentée par l'artiste, impliquant qu'à la fois saint Luc et le spectateur du tableau sont dans une position privilégiée. Une étude du dessin sous-jacent montre que Van der Weyden avait l'intention d'inclure le motif eyckien d'un ange couronnant la Vierge, mais il l'omet de la peinture finale.
L'influence de cette peinture est importante. Si le panneau a servi à décorer la chapelle de la Guilde de Saint-Luc à Bruxelles, hypothèse défendue par plusieurs historiens de l'art, alors il a pu être admiré et copié par de nombreux artistes. Pendant un temps, il n'était pas clair laquelle des versions de cette scène était l'original, peint par Van der Weyden. En plus de la version de Boston, trois copies remarquables sont exposées à Munich (Alte Pinakothek, v. 1483), Saint-Pétersbourg (musée de l'Ermitage, 1475–1500) et à Bruges (Groeningemuseum, datation sujette à débats). Des fragments et copies partielles existent à Bruxelles, Cassel, Valladolid et Barcelone.
Au début du XXe siècle, les historiens de l'art proposent que le panneau original de Van der Weyden a peut-être été perdu, et que toutes les versions connues étaient des copies ; ou qu'un des autres panneaux connus était l'original. La réflectographie infrarouge a révélé depuis le dessin sous-jacent unique de la version de Boston, prouvant que l’œuvre est de Van der Weyden. Les historiens ont également révisé progressivement la datation de la peinture au sein de la carrière de l'artiste. Alors que cette datation était évaluée à 1450 à l'origine, elle est aujourd'hui estimée à 1435-1440.
En dépit de la qualité de cette peinture et des nombreuses copies existantes, on sait peu de choses sur sa provenance avant le XIXe siècle (dans les années 1990). Elle est nommée en 1835 dans la collection de Don Infante Sebastián Gabriel Borbón y Braganza, un arrière petit-fils de Charles III d'Espagne, lui-même un artiste dont les notes attribuent l'œuvre à Lucas van Leyden et suggèrent l'existence d'une restauration. Le panneau subit un important travail de nettoyage et de restauration en 1932 et a depuis été restauré à quatre reprises. L'original est en mauvais état ayant subi plusieurs dégâts aussi bien sur le cadre que sur la surface peinte. Le panneau est donné au musée des beaux-arts de Boston en 1893 par M. et Mme Henry Lee Higginson suivant leur acquisition en vente aux enchères à New York en 1889. Le musée organisa en 1989 une exposition, centrée sur cette œuvre, intitulée « Art in Context : Rogier van der Weyden's Saint Luke Drawing the Virgin ».

## Autoportraitd'une main

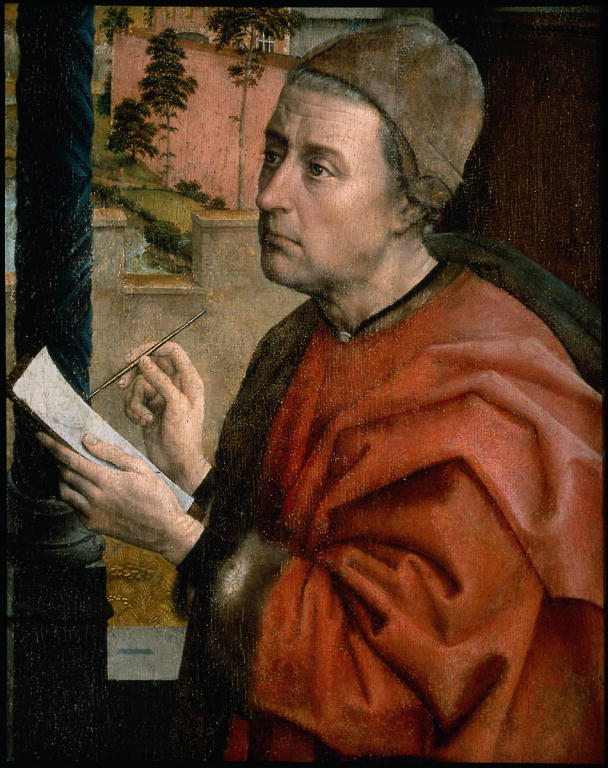
Détail de saint Luc, incorporant probablement un autoportrait de Van der Weyden ; le saint est peint avec plus de naturalisme que la Vierge.

C'est un détail du tableau de Rogier van der Weyden, Saint Luc dessinant la Vierge, qui illustre l’autoportrait d'une main. En introduisant dans leur œuvre le thème du « tableau dans le tableau », c'est-à-dire du peintre qui peint un peintre en train de peindre, les artistes de la Renaissance ont cherché à réconcilier l'écriture et l'image.
La personnalité de saint Luc, qu'on disait aussi inspiré comme écrivain que comme peintre, convenait parfaitement à ce dessein. Il n'en fallait pas moins face à l'antique méfiance à l'égard de l'image, vue comme une trahison du réel et donc foncièrement corruptrice. Or, si saint Luc a représenté la Vierge Marie par l'écrit et par la peinture, c'est bien que le langage de l'écriture et le langage de l'image sont de deux ordres différents, complémentaires dans leur rapport à la vérité. Aussi bien, dans l'espace de l'iconographie chrétienne, l'image peut-elle heureusement être reçue comme fertile en profitables effets de sens. Avec la promotion de l'art baroque, la Réforme catholique issue du concile de Trente donnera une dimension inouïe à cette fertilité, tandis qu'à l'inverse, le protestantisme adoptera une conception plus méfiante de l'image corruptrice de l'Écriture.
Ici, l'artiste en est au croquis préparatoire. À la pointe d'argent, il tente de faire apparaître sur le papier le visage de son modèle. Sous le prétexte de la main de saint Luc peintre, apparaît un « autoportrait » de la main de van der Weyden, main vue comme « actrice » de ses visions, de ses talents et de ses desseins. Grand mystère que cette main du créateur : à partir des traits d'un visage que les yeux voient, elle parvient à exprimer en trait d'argent le regard intérieur de l'artiste sur une âme invisible.

## Anecdotes - inspiration
Pour son récit Le Royaume, Emmanuel Carrère explique imaginer le visage de l'Évangéliste Luc, le protagoniste principal de son récit, sous les traits du tableau de van der Weyden : " j'ai appris que la figure de Luc est généralement considérée comme un autoportrait de l'artiste, et j'ai pensé : ça me va. J'imagine aussi bien van der Weyden que Luc avec ce visage allongé, sérieux, méditatif. Que le premier se soit peint sous les traits du second, cela me plaît d'autant plus que, moi-même, je fais la même chose." .

## Voir aussi

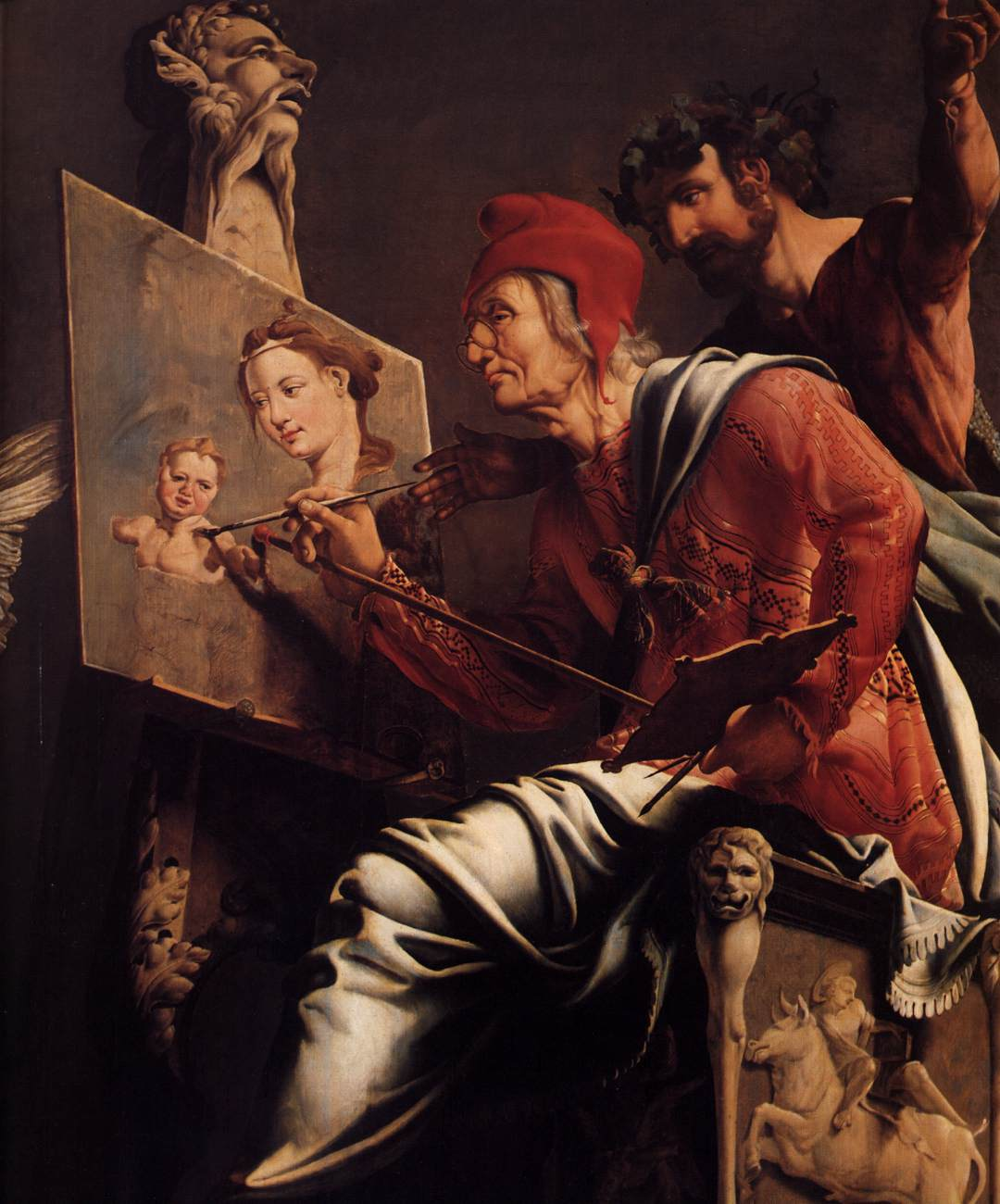
St Luc peignant la Vierge et l'Enfant. (Détail), Maarten van Heemskerck, 1532, huile sur panneau, Musée Frans Hals, Haarlem.

## Sources et bibliographie
- (en) Cet article est partiellement ou en totalité issu de l’article de Wikipédia en anglais intitulé « Saint Luke Drawing the Virgin » (voir la liste des auteurs).

en anglais
- Till-Holger Borchert, « Saint Luke Drawing the Virgin », dans: Van Eyck to Dürer, Thames & Hudson, Londres, 2011,  (ISBN 978-0-500-23883-7)
- Lorne Campbell, Van der Weyden, Chaucer Press, Londres, 2004,  (ISBN 1-9044-4924-7)
- Helen Gardner, Fred S. Kleiner, Gardner's Art Through the Ages: the Western Perspective, vol. 2, Wadsworth Cengage Learning, Boston, 2009,  (ISBN 9780495573647).
- (en) John Oliver Hand, Catherine Metzger et Ron Spronk, National Gallery of Art (U.S.), Koninklijk Museum voor Schone Kunsten (Belgique), Prayers and Portraits : Unfolding the Netherlandish Diptych, Yale University Press, 2006, 24 p. (ISBN 978-0-300-12155-1, présentation en ligne)
- (en) Heidi J. Hornik et Mikeal Carl Parsons, Illuminating Luke : The Infancy Narrative in Italian Renaissance Painting, Continuum International Publishing Group, 2003, 164 p. (ISBN 978-1-56338-405-9, présentation en ligne)
- Chiyo Ishikawa, « Rogier van der Weyden's 'Saint Luke Drawing the Virgin' Reexamined » dans Journal of the Museum of Fine Arts, Boston, vol. 2, 1990, pp. 49–64.